# Tanjuang
Tanjuang is een bestuurslaag in het regentschap Tanah Datar van de provincie West-Sumatra, Indonesië. Tanjuang telt 2102 inwoners (volkstelling 2010).